# Enemy Mine
Enemy Mine (br: Inimigo meu / pt: Os inimigos) é um filme estadunidense de 1985, do gênero ficção científica, dirigido por Wolfgang Petersen e roteirizado por Edward Khmara, baseado na novela de mesmo nome de Barry B. Longyear. O filme é estrelado por Dennis Quaid e Louis Gossett Jr. como um soldado humano e um alienígena, respectivamente, que ficaram presos juntos em um planeta inóspito e devem superar sua desconfiança mútua para cooperar e sobreviver.
O filme começou a ser produzido em Budapeste em abril de 1984, sob a direção de Richard Loncraine, que rapidamente se deparou com "diferenças criativas" com o produtor Stephen Friedman e executivos da 20th Century Fox; o projeto foi encerrado após uma semana de filmagens. Petersen então assumiu como diretor e refez as cenas de Loncraine depois de mudar a produção para Munique.
Orçado originalmente em US $ 17 milhões, o filme acabou custando mais de US $ 40 milhões depois que os custos de marketing foram computados, e foi um fracasso de bilheteria durante a temporada de férias de 1985, ganhando apenas pouco mais de US $ 12 milhões. No entanto, o filme teve um grande sucesso na antiga União Soviética, onde se tornou o primeiro filme de ficção científica ocidental exibido nos cinemas. Depois disso, ganhou um culto.

## Sinopse
Narra a história de um soldado da Terra, de nome Davidge, e do alienígena Jeriba que, inimigos em uma guerra espacial, depois de perdidos ambos em um planeta inóspito, terminam por tornarem-se profundamente amigos, dando lugar a consequências imprevisíveis.

## Elenco
- Dennis Quaid .... Willis Davidge
- Louis Gossett Jr. .... Jeriba Shigan (Jerry)
- Brion James .... Stubbs
- Richard Marcus ...  Arnold
- Carolyn McCormick .... Morse
- Bumper Robinson .... Zammis
- Jim Mapp .... velho Drac
- Lance Kerwin .... Joey Wooster
- Scott Kraft .... Jonathan
- Lou Michaels .... Wilson
- Andy Geer .... Bates
- Henry Stolow .... Cates
- Herb Andress .... Hopper

## Prêmios e indicações

### Premios
Festival de Cinema Fantástico de Avoriaz
- Prêmio C.S.T.: 1986
- Prêmio Antennae II: 1986

### Indicações
Saturn Awards
- Melhor filme de Ficção Científica: 1986
- Melhor Ator: Louis Gossett Jr. - 1986
- Melhor Maquiagem: 1986